# Lex Iulia
Leges Iuliae – zespół ustaw w Imperium Rzymskim w ramach przeprowadzonej przez Oktawiana Augusta (63 przed Chr. – 14 po Chr.) reformy życia społecznego i obyczajów.
W obliczu upadku instytucji rodzinnej w wyniku rozwiązłości obyczajów, która z kolei sprawiła zmniejszanie się populacji arystokracji i obywateli rzymskich w stosunku do ludności napływowej, w latach 18–17 przed. Chr. zostały ustanowione drakońskie prawa chroniące małżeństwo. Nosiły one nazwę Lex Iulia de maritandis ordinibus (Prawo Juliusza o stanie małżeńskim) oraz Lex Iulia de adulteriis et de pudicitia (Prawo Juliusza o cudzołóstwie i wstydliwości). Skazywały one m.in. osoby, które popełniły zdradę małżeńską na zesłanie na dwie osobne wyspy na Morzu Śródziemnym, a także dawały ojcu niewiernej żony prawo do zabicia cudzołożnej córki i jej kochanka, jeśli dokonali zdrady małżeńskiej w domu rodzinnym.
Ustawy te zostały złagodzone w 9 roku po Chr. przez Lex Papia Poppaea.
Pod tą nazwą znana jest także wcześniejsza ustawa Lucjusza Juliusza Cezara, wydana w 90 roku p.n.e., która nadawała obywatelstwo rzymskie wiernym sprzymierzeńcom w trakcie wojny ze sprzymierzeńcami.